# Незбутниця дрібноцвіта
Незбутниця дрібноцвіта, або галінсога дрібноквіткова, у народі московське зілля або німецьке зілля (Galinsoga parviflora Cav.) — сегетально-рудеральний вид рослин роду незбутниця, широко розповсюджений по всій земній кулі. В Україні є небезпечним інвазійним видом. Із сільськогосподарських угідь поширився на суміжні лісові площі, природні луки, ставши їх складовою частиною. У нових умовах виявився дуже агресивним і почав витісняти з біоценозів природні (автохтонні) види.

## Народні назви
Московське зілля, катеринка, німецьке зілля, осіння трава тощо[джерело?].

## Ботанічний опис

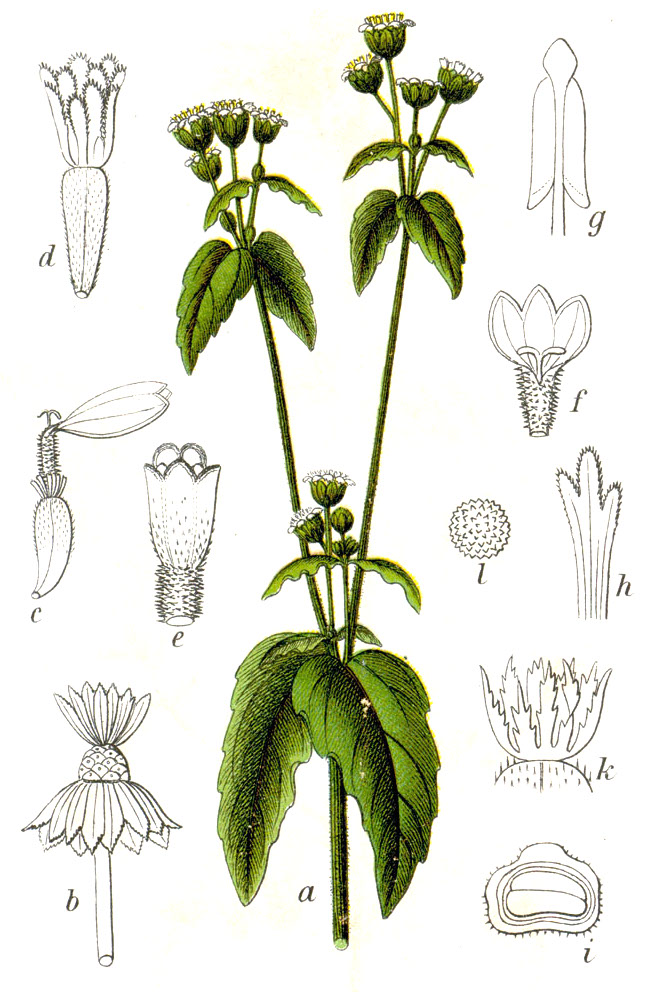

Коренева система стрижнева. Стебло пряме, розгалужене, заввишки 10—70 см. Листки яйцеподібні або довгасті.
Розмножується в основному насінням, однак подрібнені часточки рослини здатні укорінюватися.
Цвіте з липня по вересень. Суцвіття — кошик, квітки білі. Плід — сім'янка, насіння обернено-яйцеподібне розміром 4—6×3—4 мм, достигає в липні—вересні, декілька генерацій на рік.
Репродуктивна здатність — 0,3 тисячі насінин на одній рослині. Зберігає життєздатність в ґрунті до 5 років, проростає без періоду спокою, в межах температур 6—30°С, сходи з'являються із глибини не більше З см у липні—серпні і вересні. Поширена по всій Україні, особливо в Поліссі та в Лісостепу на добре зволожених ґрунтах. Засмічує просапні культури, пізні посіви, а також сади й неорні землі.

## Практичне використання

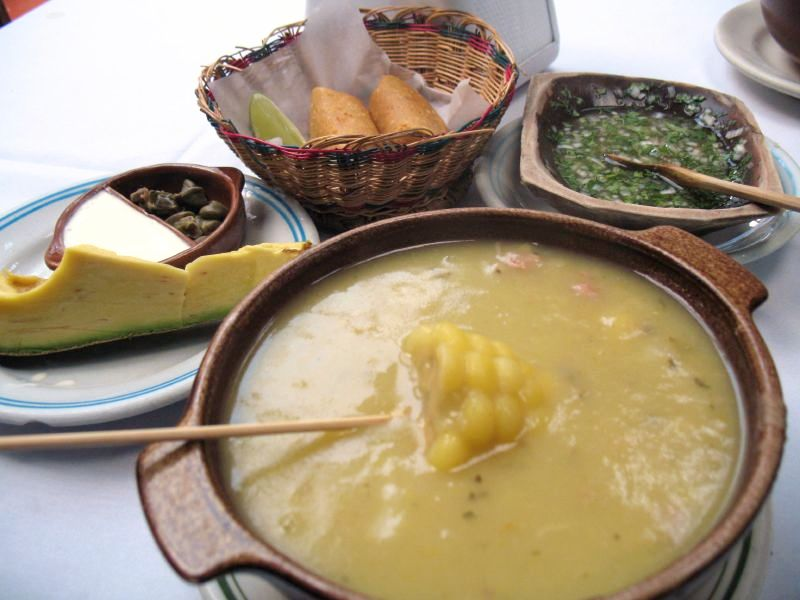
Суп ахіако

У Колумбії використовують як приправу до супу ахіако та в салатах. У Східній Африці стебло та листя їдять сирими, а також сушать і подрібнюють, щоби потім додавати в супи.

## Дослідження
З 2003 по 2012 рік доведено антиоксидантну, протизапальну, ранозагоювальну, гіпотензивну й гемостатичну активність витяжок із трави та листя галінсоги дрібноквіткової, отриманих за допомогою різних розчинників Дані спеціалізованої літератури свідчать, що наведені фармакологічні ефекти зумовлені вмістом флавоноїдів, фенолкарбонових кислот та інших продуктів вторинного біосинтезу, але на фармакологічну активність впливають і речовини первинного біосинтезу — амінокислоти, білки, полісахариди.
У траві рослин незбутниці дрібноцвітої ідентифіковано 15 амінокислот, у тому числі 9 незамінних для людини: аргінін, треонін, валін, метіонін, лейцин, ізолейцин, фенілаланін, гістидин і лізин. До решти з 15 амінокислот належать такі: аспарагінова кислота, серин, цистин, гліцин, аланін, тірозин. Переважають амінокислоти, що перебувають у зв'язаному стані та входять до складу білкових молекул. У найбільшій кількості в сировині містяться аланін, аргінінілізин, як у вільному так і у зв'язаному стані.